# Jamie Moriarty
Jamie Moriarty (ur. 26 marca 1981) – amerykański bobsleista.
Startował na igrzyskach w Vancouver. W konkurencji czwórek razem z Nickiem Cunninghamem, Mikiem Kohnem i Billem Schuffenhauerem zajął 13. miejsce.